# Sid Weiss
Sidney „Sid“ Weiss (* 30. April 1914 in Schenectady, New York; † 30. März 1994) war ein US-amerikanischer Jazz-Bassist.
Weiss lernte zunächst Klarinette, Violine und Tuba; als Jugendlicher wechselte er zum Kontrabass. Um 1931 zog er nach New York City und arbeitete in der folgenden Dekade mit Louis Prima, Bunny Berigan, Wingy Manone, Miff Mole, Artie Shaw, Jess Stacy, Tommy Dorsey, Charlie Barnet und Adrian Rollini. Von 1941 bis 1945 war er Mitglied des Benny Goodman Orchesters und wirkte in dieser Funktion auch in dem Musicalfilm Sweet and Low-Down von 1944 mit.
In der zweiten Hälfte der 1940er Jahre und in den 1950er Jahren arbeitete er mit Joe Bushkin, Buck Clayton, Muggsy Spanier, Pee Wee Russell, Cozy Cole, Bud Freeman, Duke Ellington Orchestra („I Let a Song Go Out of My Heart“, 1945), Joe Marsala, Sandy Williams und Eddie Condon. Mitte der 1950er Jahre beendete er seine Aktivitäten als Vollzeit-Musiker.
Sid Weiss ist der jüngere Bruder des Schlagzeugers Sam Weiss.